# Cerys Matthews
Cerys Elizabeth Matthews MBE, född den 11 april 1969 i Cardiff, är en walesisk sångare och låtskrivare. Hon är känd som huvudsångare i walesiska rockbandet Catatonia, en tvåspråkig solokarriär och en julduett 1998 med Tom Jones.
Då hon arbetade som barnflicka i Spanien lärde hon sig tala spanska och katalanska.

## Solodiskografi i urval
- 2003 – Cockahoop
- 2006 – Never Said Goodbye
- 2009 – Don't Look Down